# Dzióbek
Dzióbek – odwrócenie kajaka po wywrotce (bez wysiadania z niego) z pomocą drugiego kajakarza.
Prośbę o dzióbek sygnalizuje się po wywrotce klepiąc rękami o burty kajaka. Najbliższy kajakarz podpływa wtedy do odwróconego kajaka i uderza delikatnie dziobem w jego burtę. Wywrócona osoba chwyta rękami dziób tego kajaka, który podpłynął i specjalnym ruchem bioder odwraca się do właściwej pozycji.
Sposobem odwrócenia się po wywrotce bez pomocy drugiej osoby jest eskimoska.